# Grand Theft Auto
Grand Theft Auto (zkratkou GTA) je série akčních adventur, kterou vytvořili David Jones a Mike Dailly. Pozdější tituly vznikaly pod dohledem bratrů Dana a Sama Houserových, Leslieho Benziese a Aarona Garbuta. Sérii především vyvíjí britské studio Rockstar North (dříve DMA Design) a vydává jeho mateřská společnost Rockstar Games. Její název „grand theft auto“ odkazuje v americké angličtině na krádeže motorových vozidel.
Hry série Grand Theft Auto jsou zasazeny v otevřeném světě, ve kterém se hráč vedle plnění hlavních misí a postupováním v příběhu může věnovat též různým vedlejším aktivitám. Hratelnost se většinou točí kolem řízení a střílení, někdy ale obsahuje i prvky RPG a stealthu. Série obsahuje také prvky dřívějších her žánru beat ’em up z 16bitové éry. Jednotlivé tituly se odehrávají ve fiktivních lokalitách vymodelovaných podle skutečných měst v různých časových obdobích, a to od počátku 60. let 20. století do 10. let 21. století. Původní herní mapa zahrnovala tři města: Liberty City (ve skutečnosti New York), San Andreas (San Francisco) a Vice City (Miami). Pozdější díly se však zaměřují spíše na jediné prostředí, přičemž jde obvykle o jedno z původních tří měst, jež jsou předělány a značně rozšířeny. Série se soustředí na různé hlavní hrdiny, kteří se pokouší stoupat v řadách organizovaného zločinu, ačkoli jejich motivy k tomu se v jednotlivých titulech liší. V záporných rolích se pak objevují takové postavy, které hlavního hrdinu nebo jeho organizaci zradily či mu pouze stojí v cestě. Postavy ve hrách namluvilo několik filmových a hudebních hvězd, například Ray Liotta, Dennis Hopper, Samuel L. Jackson, William Fichtner, James Woods, Debbie Harry, Axl Rose a Peter Fonda.
Prvním titulem v sérii se stalo Grand Theft Auto od DMA Design, jež vyšlo v roce 1997. V roce 2023 sérii tvořilo sedm samostatných titulů a čtyři rozšíření. Třetí díl Grand Theft Auto III, vydaný v roce 2001, je považován za přelomovou hru, protože přinesl trojrozměrné prostředí a více pohlcující zážitek. Následující tituly navázaly na koncept dílu a stavěly na něm, přičemž se jim dostalo značného uznání. Ovlivnily další akční hry s otevřeným světem; pro podobné tituly se vžilo označení klon Grand Theft Auto.
Série byla kritiky přijata pozitivně a všechny hlavní tituly od Grand Theft Auto III včetně se často řadí mezi nejlepší a nejprodávanější videohry. Bylo jí prodáno více než 370 milionů kusů, což z ní činí pátou nejprodávanější herní sérii všech dob. V roce 2006 se Grand Theft Auto objevilo na seznamu britských ikon designu v soutěži Great British Design Quest pořádané společností BBC a institucí Muzeum designu. Roku 2013 zařadil deník The Telegraph sérii Grand Theft Auto mezi nejúspěšnější vyvážené britské produkty. Série se také stala kontroverzní kvůli své dospělé a násilné tematice.

## Charakteristika série

### Hratelnost
V každé hře série je hráč postaven do role zločince žijícího ve velkoměstě, jenž většinou v průběhu hry hodlá vystoupat v řadách organizovaného zločinu. Hráč dostává od bossů a dalších osobností městského podsvětí různé úkoly, jež musí splnit, aby mohl postupovat v příběhu. Svým jednáním se tak dopouští trestných činů, například loupeží, vražd, atentátů a jiných násilných zločinů. Příležitostně se však ve hře může účastnit i jiných, v tomto případě nenásilných, aktivit; může řídit taxi a autobus, hasit požáry, účastnit se pouličních závodů nebo se učit pilotovat vrtulníky a letadla.
Série Grand Theft Auto se proslavila velkou svobodou při hře, která nevede lineárně k cíli pouze jedním způsobem, ale hráči umožňuje rozhodovat, co bude dělat, které úkoly či mise bude plnit.

## Hry
| Rok                                                | Název                                                  | Vývojář                    | Platformy                                     | Platformy       | Platformy       | Platformy              | Platformy      | Svět         |
| Rok                                                | Název                                                  | Vývojář                    | Domácí konzole                                | Osobní počítače | Kapesní konzole | Mobilní telefony       | Ostatní        | Svět         |
| Hlavní série                                       | Hlavní série                                           | Hlavní série               | Hlavní série                                  | Hlavní série    | Hlavní série    | Hlavní série           | Hlavní série   | Hlavní série |
| -------------------------------------------------- | ------------------------------------------------------ | -------------------------- | --------------------------------------------- | --------------- | --------------- | ---------------------- | -------------- | ------------ |
| 1997                                               | Grand Theft Auto                                       | DMA Design                 | PS1                                           | Windows MS-DOS  | GBC             |                        |                | 2D           |
| 1999                                               | Grand Theft Auto 2                                     | DMA Design                 | PS1 Dreamcast                                 | Windows         | GBC             |                        |                | 2D           |
| 2001                                               | Grand Theft Auto III                                   | DMA Design                 | PS2 Xbox                                      | Windows OS X    |                 | Android iOS Fire OS    |                | 3D           |
| 2002                                               | Grand Theft Auto: Vice City                            | Rockstar North             | PS2 Xbox                                      | Windows OS X    |                 | Android iOS Fire OS    |                | 3D           |
| 2004                                               | Grand Theft Auto: San Andreas                          | Rockstar North             | PS2 Xbox PS3 [ a ] Xbox 360 [ b ]             | Windows OS X    |                 | Android iOS WP Fire OS | Oculus Quest 2 | 3D           |
| 2008                                               | Grand Theft Auto IV                                    | Rockstar North             | PS3 Xbox 360                                  | Windows         |                 |                        |                | HD           |
| 2013                                               | Grand Theft Auto V                                     | Rockstar North             | PS3 Xbox 360 PS4 Xbox One PS5 Xbox Series X/S | Windows         |                 |                        |                | HD           |
| 2026                                               | Grand Theft Auto VI                                    | TBA                        | TBA                                           | TBA             | TBA             | TBA                    | TBA            | TBA          |
| Rozšíření                                          |                                                        |                            |                                               |                 |                 |                        |                |              |
| 1999                                               | Grand Theft Auto: London 1969                          | Rockstar Canada            | PS1                                           | Windows MS-DOS  |                 |                        |                | 2D           |
| 1999                                               | Grand Theft Auto: London 1961                          | Rockstar Canada            |                                               | Windows MS-DOS  |                 |                        |                | 2D           |
| 2009                                               | Grand Theft Auto IV: The Lost and Damned               | Rockstar North             | PS3 Xbox 360                                  | Windows         |                 |                        |                | HD           |
| 2009                                               | Grand Theft Auto: The Ballad of Gay Tony               | Rockstar North             | PS3 Xbox 360                                  | Windows         |                 |                        |                | HD           |
| Hry pro kapesní konzole                            |                                                        |                            |                                               |                 |                 |                        |                |              |
| 2004                                               | Grand Theft Auto Advance                               | Digital Eclipse            |                                               |                 | GBA             |                        |                | 3D           |
| 2005                                               | Grand Theft Auto: Liberty City Stories                 | Rockstar Leeds             | PS2                                           |                 | PSP             | iOS Android Fire OS    |                | 3D           |
| 2006                                               | Grand Theft Auto: Vice City Stories                    | Rockstar Leeds             | PS2                                           |                 | PSP             |                        |                | 3D           |
| 2009                                               | Grand Theft Auto: Chinatown Wars                       | Rockstar Leeds             |                                               |                 | PSP DS          | iOS Android Fire OS    |                | HD           |
| Kompilace a remastery                              |                                                        |                            |                                               |                 |                 |                        |                |              |
| 1999                                               | Grand Theft Auto: Director's Cut                       | DMA Design Rockstar Canada | PS1                                           | Windows MS-DOS  |                 |                        |                | 2D           |
| 2003                                               | Grand Theft Auto: The Classics Collection              | DMA Design Rockstar Canada | PS1                                           | Windows         |                 |                        |                | 2D           |
| 2003                                               | Grand Theft Auto: Double Pack                          | Rockstar North             | PS2 Xbox                                      |                 |                 |                        |                | 3D           |
| 2005                                               | Grand Theft Auto: The Trilogy                          | Rockstar North             | Xbox PS2                                      | Windows OS X    |                 |                        |                | 3D           |
| 2009                                               | Grand Theft Auto: Double Pack                          | Rockstar Leeds             | PS2                                           |                 | PSP             |                        |                | 3D           |
| 2009                                               | Grand Theft Auto: Episodes from Liberty City           | Rockstar North             | Xbox 360 PS3                                  | Windows         |                 |                        |                | HD           |
| 2010                                               | Grand Theft Auto IV: Complete Edition                  | Rockstar North             | Xbox 360 PS3                                  | Windows         |                 |                        |                | HD           |
| 2021                                               | Grand Theft Auto: The Trilogy – The Definitive Edition | Grove Street Games         | Switch [ l ] PS4 PS5 Xbox One Xbox Series X/S | Windows         | Switch          | Android iOS            |                | 3D           |
| Vysvětlivky 1. 2. 3. 4. 5. 6. 7. 8. 9. 10. 11. 12. |                                                        |                            |                                               |                 |                 |                        |                |              |

### Hlavní série
| 1997      | Grand Theft Auto                                       |
| 1998      |                                                        |
| 1999      | Grand Theft Auto: London 1969                          |
| 1999      | Grand Theft Auto: London 1961                          |
| 1999      | Grand Theft Auto 2                                     |
| 2000      |                                                        |
| 2001      | Grand Theft Auto III                                   |
| 2002      | Grand Theft Auto: Vice City                            |
| 2003      | Grand Theft Auto: Double Pack                          |
| 2004      | Grand Theft Auto: San Andreas                          |
| 2004      | Grand Theft Auto Advance                               |
| 2005      | Grand Theft Auto: The Trilogy                          |
| 2005      | Grand Theft Auto: Liberty City Stories                 |
| 2006      | Grand Theft Auto: Vice City Stories                    |
| 2007      |                                                        |
| 2008      | Grand Theft Auto IV                                    |
| 2009      | Grand Theft Auto IV: The Lost and Damned               |
| 2009      | Grand Theft Auto: Chinatown Wars                       |
| 2009      | Grand Theft Auto: The Ballad of Gay Tony               |
| 2010–2012 |                                                        |
| 2013      | Grand Theft Auto V                                     |
| 2013      | Grand Theft Auto Online                                |
| 2014–2020 |                                                        |
| 2021      | Grand Theft Auto: The Trilogy – The Definitive Edition |
| 2022–2025 |                                                        |
| 2026      | Grand Theft Auto VI                                    |

Série Grand Theft Auto je rozdělena do samostatných fikčních světů, jež jsou pojmenovány podle grafických možností her v jednotlivých obdobích. Původní Grand Theft Auto, jeho rozšíření a pokračování jsou považovány za „2D svět“. Hra Grand Theft Auto III a její pokračování jsou řazeny do „3D světa“. Grand Theft Auto IV, jeho rozšíření a Grand Theft Auto V jsou označovány jako „HD svět“. Každý svět je považován za samostatný a společné mají pouze obchodní značky, názvy míst a vedlejší postavy.
První Grand Theft Auto vyšlo v listopadu 1997 pro Microsoft Windows a MS-DOS, v roce 1998 byl vydán port na konzoli PlayStation a v roce 1999 na Game Boy Color. Pokračování Grand Theft Auto 2 bylo vydáno roku 1999 pro Microsoft Windows, později bylo portováno na PlayStation, Dreamcast a Game Boy Color.
Na konzoli PlayStation 2 se objevily také tři díly série, které byly znovu vydány na několika platformách; dohoda mezi společnostmi Take-Two Interactive a Sony Computer Entertainment vedla k jejich časové exkluzivitě na PlayStationu 2, po jejím vypršení vyšly porty na Microsoft Windows a Xbox. Titul Grand Theft Auto III z roku 2001 přešel od dvourozměrné (2D) grafiky, jež byla použita v prvních dvou hrách, k trojrozměrné (3D) počítačové grafice. Grand Theft Auto: Vice City vyšlo v roce 2002 a stalo se prvním dílem série s mluvícím hlavním hrdinou, kterého namluvil Ray Liotta. Hra Grand Theft Auto: San Andreas, vydaná v roce 2004, představila několik nových prvků, včetně přizpůsobení postavy a velké mapy zahrnující tři města a okolní venkovské oblasti.
Dva hlavní díly série byly vydány pro konzole PlayStation 3 a Xbox 360. Grand Theft Auto IV z roku 2008 se zaměřilo na realističnost a detaily, odstranilo různé prvky přizpůsobení a přidalo online režim pro více hráčů. Grand Theft Auto V vyšlo v roce 2013 a obsahovalo tři hratelné protagonisty. Hra finančně uspěla a překonala několik rekordů. Později byla s různými vylepšeními znovu vydána; v roce 2014 pro PlayStation 4 a Xbox One, v roce 2015 pro Microsoft Windows a v březnu 2022 vyšly verze pro PlayStation 5 a Xbox Series X a Series S.
Dne 4. února 2022 společnost Rockstar potvrdila, že je vývoj nového dílu série „v plném proudu“. V září 2022 unikly záběry z rané fáze vývoje hry; Rockstar uvedl, že je „nesmírně zklamán“ způsobem, jakým byla hra poprvé demonstrována, ale že nepředpokládá dlouhodobé dopady na její vývoj.

### Ostatní hry
Vedle hlavních her vznikla v sérii Grand Theft Auto řada her vedlejších a datadisků. V roce 1999 se původní hra dočkala dvou rozšíření Grand Theft Auto: London 1969 a Grand Theft Auto: London 1961, které, jak jejich názvy napovídají, obsahovaly jiné prostředí – fiktivní verzi Londýna – a nové mise a postavy. Hra Grand Theft Auto Advance, jež byla vydána v roce 2004 exkluzivně pro Game Boy Advance, se vyznačovala pohledem shora dolů, podobně jako první dva hlavní díly série. Byla také zasazena ve stejném prostředí jako Grand Theft Auto III, k němuž sloužila jako prequel. Pro kapesní konzoli PlayStation Portable byly vydány tři hry: Grand Theft Auto: Liberty City Stories v roce 2005, jež je zároveň prequelem k dílu Grand Theft Auto III, Grand Theft Auto: Vice City Stories v roce 2006, které slouží jako prequel k Vice City, a Grand Theft Auto: Chinatown Wars v roce 2009, jež se odehrává ve stejném prostředí jako Grand Theft Auto IV, obě hry však spolu jinak nesouvisí. Hry Liberty City Stories i Vice City Stories byly později vydány na PlayStationu 2, zatímco díl Chinatown Wars byl původně vydán pro konzoli Nintendo DS a později portován na PlayStation Portable. V roce 2009 vyšla díky partnerství mezi společnostmi Rockstar a Microsoft na konzoli Xbox 360 pro hru Grand Theft Auto IV dvě rozšíření The Lost and Damned a The Ballad of Gay Tony. Zaměřují se na postavy, jež hrály v hlavní hře relativně malou roli a jejichž příběhy se odehrávají současně s příběhem čtvrtého dílu. Obě rozšíření byla časově exkluzivní a roku 2010 byla vydána pro PlayStation 3 a Microsoft Windows jako součást kompilace nazvané Grand Theft Auto: Episodes from Liberty City, která byla k dispozici také pro Xbox 360.
Řada titulů série Grand Theft Auto byla portována také pro mobilní zařízení. Hra Chinatown Wars vyšla v roce 2010 pro iOS a roku 2014 pro Android a Fire OS. Na svá desátá výročí byly Grand Theft Auto III a Vice City znovu vydány pro iOS a Android v roce 2011, respektive 2012. V roce 2013 byla hra San Andreas portována pro systémy iOS, Android a Windows Phone a RT; mobilní verze hry byla v roce 2014 znovu vydána pro konzoli Xbox 360, a to v době desátého výročí dílu, a následujícího roku vyšla také pro PlayStation 3. V roce 2015 byla na mobilní zařízení s iOS, Android a Fire OS portována hra Liberty City Stories.

### Kompilace
V roce 2003 byla pro konzole PlayStation 2 a Xbox vydána kompilace Grand Theft Auto: Double Pack obsahující hry Grand Theft Auto III a Vice City. Grand Theft Auto: The Trilogy je kompilací dílů III, Vice City a San Andreas. Poprvé vyšla v roce 2005 na Xboxu, později byla znovu vydána pro PlayStation 2, Windows, Mac OS X a PlayStation 4. Díky The Trilogy se na pultech obchodů opět objevila hra San Andreas, která musela být stažena z prodeje kvůli kontroverznímu módu Hot Coffee. V srpnu 2021 se objevila zpráva, jež naznačovala, že studio Rockstar Dundee vede vývoj remasterované verze trilogie s využitím Unreal Enginu. Po několika únicích Rockstar 8. října 2021 oficiálně oznámil Grand Theft Auto: The Trilogy – The Definitive Edition. Hru přepracovalo studio Grove Street Games; obsahuje vylepšení grafiky a hratelnosti a v digitálních obchodech nahradila stávající verze jednotlivých dílů. Vyšla 11. listopadu 2021 pro Microsoft Windows, Nintendo Switch, PlayStation 4, PlayStation 5, Xbox One a Xbox Series X/S a v roce by měla vyjít také pro Android a iOS.
Grand Theft Auto: Episodes from Liberty City je samostatná kompilace, jež obsahuje obě rozšíření hry Grand Theft Auto IV, jmenovitě The Lost and Damned a The Ballad of Gay Tony. Byla vydána 29. října 2009 pro Xbox 360 a 13. dubna 2010 pro Microsoft Windows a PlayStation 3. Společnost Microsoft ji v únoru 2017 přidala na seznam zpětně kompatibilních her pro konzoli Xbox One. V roce 2020 byla verze hry Episodes from Liberty City pro Windows stažena z obchodů a nahrazena hrou Grand Theft Auto IV: Complete Edition pouze s režimem pro jednoho hráče.

## Související média
V roce 2012 vyšla kniha Jacked: The Outlaw Story of Grand Theft Auto od redaktora Davida Kushnera, jež popisuje vývoj série. V březnu 2015 stanice BBC Two oznámila, že plánuje odvysílat 90minutové dokumentární drama založené na vzniku Grand Theft Auto pod názvem The Gamechangers. Režíroval jej Owen Harris, scénář napsal James Wood a objevili se v něm Daniel Radcliffe v roli prezidenta Rockstaru Sama Housera a Bill Paxton v roli bývalého advokáta Jacka Thompsona. V květnu téhož roku podala společnost Rockstar na BBC žalobu za porušení ochranné známky s tím, že se na vývoji filmu nijak nepodílela a neúspěšně se snažila BBC kontaktovat, aby záležitost vyřešila. Film byl premiérově odvysílán 15. září 2015.
V roce 2006 vydalo americké nakladatelství McFarland & Company sbírku esejů The Meaning and Culture of Grand Theft Auto, kterou sestavil Nate Garrelts. Týkají se série Grand Theft Auto a mají pomoci hráčům lépe pochopit jednotlivé hry a poukázat na náležitou pečlivost herní kritiky. Kniha je rozdělena do dvou částí: první část pojednává o kontroverzích, které sérii obklopují, zatímco druhá část se zabývá teoretickým pohledem na hry bez kontroverzí.
Filmový tvůrce Roger Corman, který v roce 1977 produkoval s herní sérií nesouvisející film Grand Theft Auto, prohlásil, že nemohla vzniknout žádná filmová zpracování série. V roce 2017 řekl, že zažaloval „výrobce videoher, který jeho nápad ukradl“, a že se „mimosoudně dohodli a dali mu nějaké peníze“. Uvedl, že si práva ponechává, „ale to, jak to bylo ve skutečnosti napsáno ve smlouvě, je trochu nejasné“, a že jeho právníci smlouvu analyzují, aby zajistili, že bude moci film znovu natočit. Společnost Take-Two Interactive v reakci na Cormanova tvrzení uvedla, že „vlastní veškerá práva na filmy související s videoherní sérií Grand Theft Auto“ a že „může podniknout a podnikne příslušné právní kroky proti každému, kdo se pokusí zneužít její duševní vlastnictví tím, že se pokusí natočit nový film s názvem Grand Theft Auto“. Doplnila, že v minulosti již úspěšně podnikla proti podobným pokusům právní kroky.

## Přijetí

### Kritika
| Hra                    | GameRankings                                            | Metacritic                                    |
| ---------------------- | ------------------------------------------------------- | --------------------------------------------- |
| Grand Theft Auto       | (PC) 79 % (PS1) 68% (GBC) 57%                           | —                                             |
| London 1969            | (PC) 75 % (PS1) 69 %                                    | —                                             |
| Grand Theft Auto 2     | (PC) 72 % (DC) 71 % (PS1) 70 % (GBC) 35 %               | (PS1) 70                                      |
| Grand Theft Auto III   | (PS2) 95 % (PC) 94 %                                    | (PS2) 97 (Xbox) 96 (PC) 93                    |
| Vice City              | (PS2) 94 % (PC) 94 %                                    | (Xbox) 96 (PS2) 95 (PC) 94                    |
| San Andreas            | (PS2) 95 % (Xbox) 92 % (PC) 92 %                        | (PS2) 95 (Xbox) 93 (PC) 93                    |
| Advance                | (GBA) 70 %                                              | (GBA) 68                                      |
| Liberty City Stories   | (PSP) 87 % (PS2) 77 %                                   | (PSP) 88 (PS2) 78                             |
| Vice City Stories      | (PSP) 85 % (PS2) 76 %                                   | (PSP) 86 (PS2) 75                             |
| Grand Theft Auto IV    | (PS3) 97 % (X360) 97 % (PC) 88 %                        | (PS3) 98 (X360) 98 (PC) 90                    |
| The Lost and Damned    | (PC) 94 % (PS3) 94 % (X360) 90 %                        | (X360) 90 (PS3) 88                            |
| The Ballad of Gay Tony | (PC) 90 % (PS3) 90 % (X360) 90 %                        | (X360) 89 (PS3) 87                            |
| Grand Theft Auto V     | (XONE) 98 % (PS3) 97 % (PS4) 96 % (X360) 96 % (PC) 95 % | (XONE) 97 (PS3) 97 (PS4) 97 (X360) 97 (PC) 96 |

Po tom, co v roce 2001 vyšel díl Grand Theft Auto III, zaznamenala série Grand Theft Auto velký úspěch, a to jak z hlediska kritiky, tak i finančního. Prodalo se jí více než 370 milionů kusů, což z ní činí pátou nejprodávanější herní sérii všech dob, hned za sériemi Mario a Pokémon od společnosti Nintendo, Call of Duty od Activisionu a Tetris.

### Prodeje
| Rok                          | Hra                                          | Prodeje      | Získaná označení                                                                         |
| ---------------------------- | -------------------------------------------- | ------------ | ---------------------------------------------------------------------------------------- |
| 1997                         | Grand Theft Auto                             | 3,5 milionu+ | PS1 Greatest Hits, Platinum                                                              |
| 1999                         | Grand Theft Auto: London 1969                |              |                                                                                          |
| 1999                         | Grand Theft Auto: London 1961                |              |                                                                                          |
| 1999                         | Grand Theft Auto 2                           | 1 milion     | PS1 Greatest Hits                                                                        |
| 2001                         | Grand Theft Auto III                         | 17,5 milionu | PS2 Greatest Hits, Platinum                                                              |
| 2002                         | Grand Theft Auto: Vice City                  | 20 milionů   | PS2 Greatest Hits, Platinum                                                              |
| 2004                         | Grand Theft Auto: San Andreas                | 27,5 milionu | PS2 Greatest Hits , Platinum Xbox Platinum Hits PS3 Greatest Hits Xbox 360 Platinum Hits |
| 2004                         | Grand Theft Auto Advance                     | 100 000      |                                                                                          |
| 2005                         | Grand Theft Auto: Liberty City Stories       | 8 milionů    | PSP Greatest Hits , Platinum PS2 Platinum                                                |
| 2006                         | Grand Theft Auto: Vice City Stories          | 4,5 milionu  | PSP Greatest Hits , Platinum PS2 Platinum                                                |
| 2008                         | Grand Theft Auto IV                          | 25 milionů+  | PS3 Greatest Hits , Platinum Xbox 360 Platinum Hits                                      |
| 2009                         | Grand Theft Auto IV: The Lost and Damned     | 1 milion+    |                                                                                          |
| 2009                         | Grand Theft Auto: Chinatown Wars             | 200 000      | PSP Greatest Hits                                                                        |
| 2009                         | Grand Theft Auto: The Ballad of Gay Tony     |              |                                                                                          |
| 2009                         | Grand Theft Auto: Episodes from Liberty City | 160 000+     | PS3 Greatest Hits Xbox 360 Platinum Hits                                                 |
| 2013                         | Grand Theft Auto V                           | 130 milionů  | PS3 Greatest Hits Xbox 360 Platinum Hits                                                 |
| Prodeje celkem: 235 milionů+ |                                              |              |                                                                                          |

## Podobné videohry
Vydání dílu Grand Theft Auto III je v historii videoher považováno za významnou událost, podobně jako je za ni považováno vydání střílečky Doom, jež byla na trhu uvedena téměř před deseti lety.
Producent série her Street Fighter Jošinori Ono v rozhovoru u příležitosti 10. výročí vydání Grand Theft Auto III řekl: „Bez přehánění lze říci, že Grand Theft Auto III změnilo celý průmysl, a v podstatě můžeme dobu před a po jeho vzniku dělit do samostatných období.“ Ve stejném článku režisér studia Bethesda Game Studios Todd Howard řekl: „Znakem skutečně skvělé hry je to, kolik lidí se ji snaží napodobit a neuspěje. Za touto hrou je jich dlouhá řada.“
Následné hry, jež se držely vzorce řízení a střílení, byly nazývány „klony Grand Theft Auto“. Někteří recenzenti takto označili dokonce i tituly série Driver, přestože ta vznikla několik let před vydáním Grand Theft Auto III. Klony Grand Theft Auto jsou druhem 3D akčních adventur, ve kterých hráči mají možnost při prozkoumávání otevřeného světa řídit libovolné vozidlo nebo střílet z libovolné zbraně. Často také obsahují násilnou a kriminální tematiku. Mezi známé hry, které jsou srovnatelné s Grand Theft Auto, patří Saints Row, Scarface: The World Is Yours, True Crime: Streets of LA, Watch Dogs, Sleeping Dogs, Just Cause, Mafia a The Godfather.